# 元安桟橋

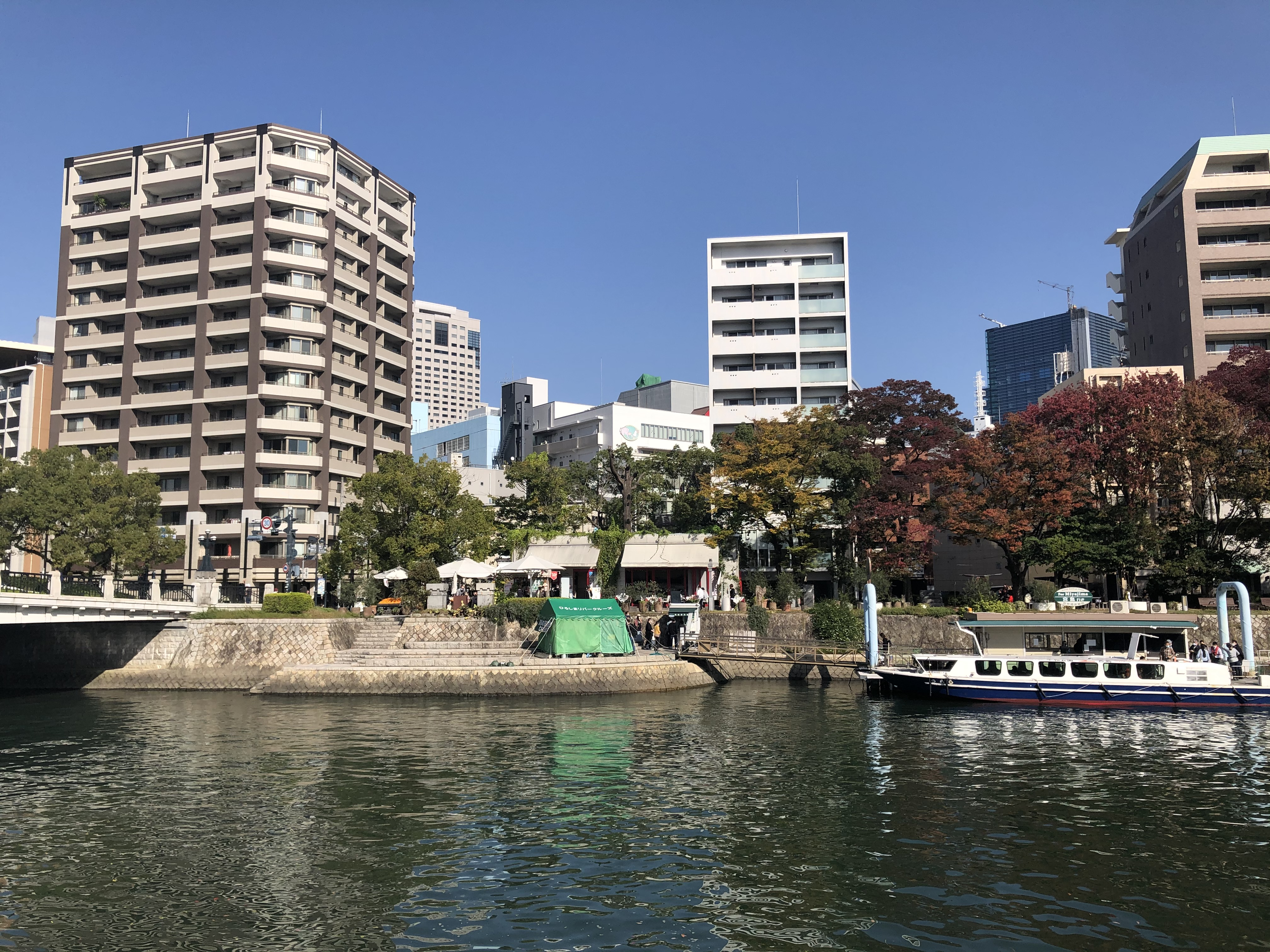
対岸から撮影した元安桟橋と遊覧船

元安桟橋（もとやすさんばし）は、広島県広島市中区大手町1丁目9番地先の元安川にかかる元安橋すぐ南側、川の東岸にある桟橋。元安川桟橋（もとやすがわさんばし）という表記も使われる。

## 概要
広島平和記念公園東側の対岸にあり、この桟橋を拠点にアクアネット広島が河川遊覧船の「ひろしまリバークルーズ」と、廿日市市厳島（宮島港3号桟橋）を結ぶ「ひろしま世界遺産航路定期船」の運航を行っている。

## アクセス

### 鉄道・路面電車
- 広島電鉄（路面電車）
  - 原爆ドーム前電停 または 本通電停
- アストラムライン
  - 本通駅

### バス
- 広島バス
  - 22号線・25号線 原爆ドーム前 バス停
  - 21-1号線,21-2号線・24号線・25号線 本通り バス停

## ギャラリー
- 対岸のレストハウス付近より撮影（2015年2月撮影）
- 宮島行桟橋（2023年1月撮影）
- 元安橋東詰の河川緑地にあるカフェ